# Campionati canadesi di ski cross 2009
I Campionati canadesi di ski cross 2009 si sono svolti a Calgary il 23 marzo. Il programma ha incluso sia la gara femminile che la gara maschile. 
Trattandosi di competizioni valide anche ai fini del punteggio FIS, vi hanno partecipato anche sciatori di altre federazioni, senza che questo consentisse loro di concorrere al titolo nazionale canadese.

## Risultati

### Uomini
| Pos. | Atleta        | Nazione |
| ---- | ------------- | ------- |
| 1    | David Duncan  | Canada  |
| 2    | Davey Barr    | Canada  |
| 3    | Nick Zoricic  | Canada  |
| 4    | Brian Bennett | Canada  |

### Donne
| Pos. | Atleta           | Nazione |
| ---- | ---------------- | ------- |
| 1    | Kelsey Serwa     | Canada  |
| 2    | Julia Murray     | Canada  |
| 3    | Ashleigh McIvor  | Canada  |
| 4    | Ruxandra Nedelcu | Romania |